# Jacinto Higueras
Jacinto Higueras   (Santisteban del Puerto, 22 de febrer de 1877 - Madrid, 20 de novembre de 1954) fou un escultor espanyol.

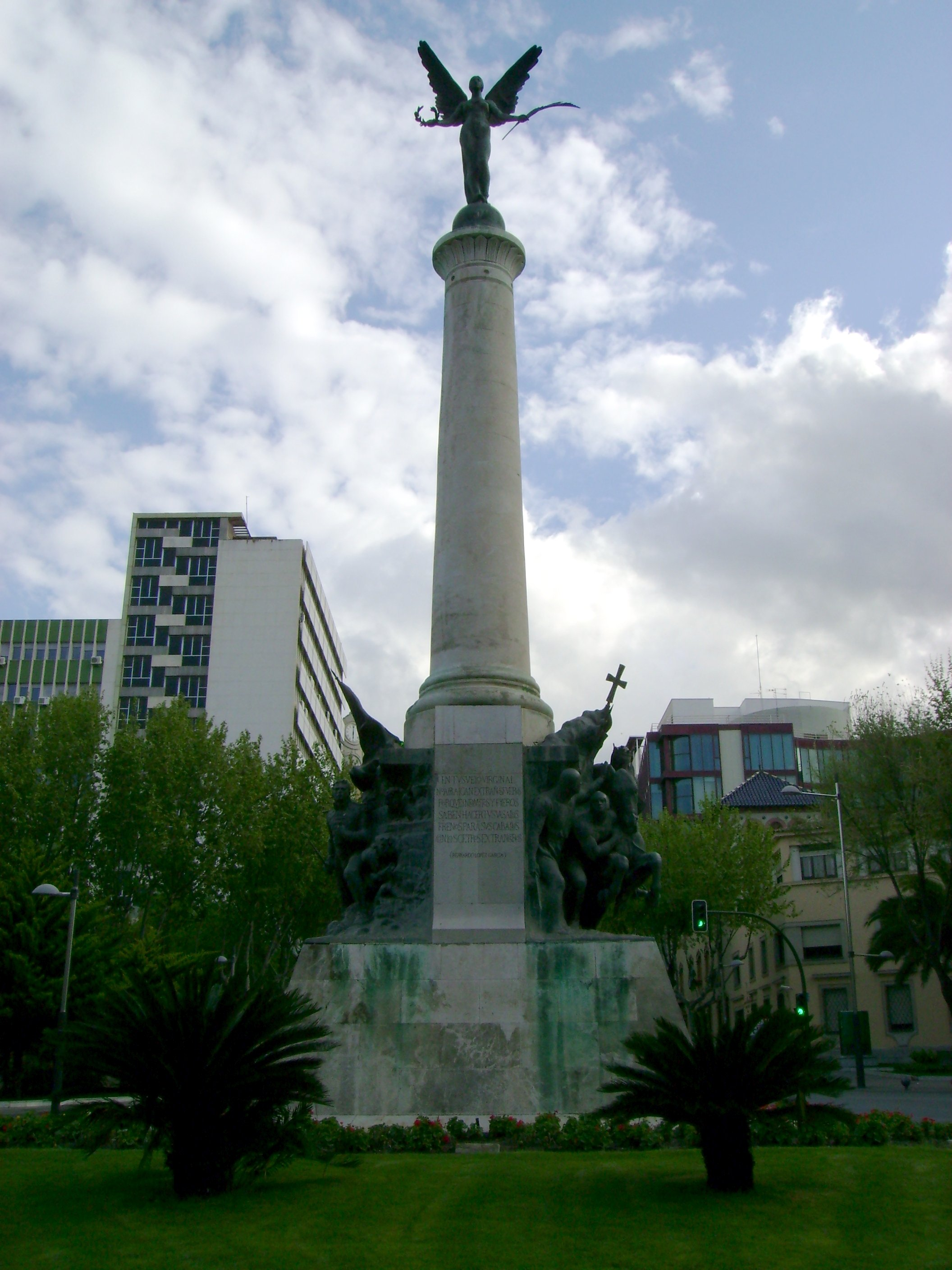
El Monument a las Batallas, de Jacinto Higueras (1912).

Marxà a Madrid l'any 1894, on es forma als tallers, primer de l'escultor Agustí Querol i més tard amb Mariano Benlliure. Regressa a la seva població, on el 1909 rep el seu primer encàrrec important, el monument a Las Batallas de Jaén, que es inaugura l'any 1912. A partir de llavors, té multitud d'encàrrecs, que després de la guerra civil espanyola, són principalment d'obres religioses per a cofradies i imatges per a esglésies.
Participa en les Exposicions Nacionals, obtenint la segona medalla el 1910 i la primera l'any 1920. Va ser nomenat acadèmic l'any 1942 de la Reial Acadèmia de Belles Arts de San Fernando.
Després de la seva defunció i per donació de la seva família, es va constituir el Museu Jacinto Figueres a Santisteban del Puerto, on se celebra bienalment un concurs internacional d'escultura.

## Obres
- Monumento a Las Batallas de Jaén. 1909/1912
- La Gitanita. 1916
- San Juan de Dios. Museo Provincial de Jaén
- Bética. Museo Jacinto Higueras. Santisteban del Puerto (Jaén). 1920
- Monumento al General Saro. Úbeda (Jaén)
- Cristo de la Buena Muerte. Catedral de Jaén. 1927
- Virgen del Collado. Santisteban del Puerto. 1940
- Jesús Nazareno.Cofradía de Jesús Nazareno de Úbeda (Jaén). 1940
- Inmaculada Concepción. Iglesia de Guarromán (Jaén)

## Premis i distincions
- 1942. Premi extraordinari de la Diputació Provincial de Girona, Exposición Nacional de Bellas Artes de Barcelona. Obra El manijero andaluz.[1]